# Стефан Бочев
Стефан Стоянов Бочев е български писател, публицист и дипломат.

## Биография
Роден е на 1 февруари 1910 г. в семейството на финансиста Стоян Бочев, председател на Стопанската камара преди 9 септември 1944 г.
На 19-годишна възраст започва да следва право в Швейцария (1929), където завършва през 1933 г. Специализира в Университета по висши международни науки (1934-1936). През есента на 1934 г. става кореспондент на „Вашингтон пост“ за Женева. Пише и за други американски вестници. До есента на 1933 г. е единственият български акредитиран журналист в Обществото на народите в Женева.
През 30-те години постъпва на работа в Министерството на външните работи. През 1938 г. е началник на кабинета на министър-председателя Георги Кьосеиванов. В периода 1939-1941 г. е на дипломатическа служба в Стокхолм, а по-късно в Швейцария. След Деветосептемврийския преврат от 1944 г. оставя съпругата и детето си в чужбина и се връща в България – на 27 октомври 1945 г.
Приет е за член в „Юнион клуб“, а „кръстници“ са му Атанас Буров и Мейнард Барнс, представител на САЩ в София. Сближава се с Никола Петков през 1945-1946 г. именно в „Юнион клуб“. Участва в един от големите митинги на николапетковистите през октомври 1946 г. в София, като е в първата редица със земеделско знаме и скандира „долу червения фашизъм“.
Изпълнява длъжността първи легационен секретар в София в МВнР (октомври 1945 г. – декември 1947 г.). Уволнен е като дипломат на 1 януари 1948 г. Започва работа като печатар в печатница „Народен печат“ в София от юни 1948 г. Освободен за кратко заради ненадеждния му произход, но после отново върнат на работа февруари 1949 г. Семейството му е изселено в Ловеч.
Арестуван е от Държавна сигурност на 13 май 1949 г. След разпит е натоварен още същата нощ на един камион с други задържани и е откаран в лагера „Богданов дол“, край Перник. След това прекарва няколко години в лагера „Белене“. Там първоначално е въдворен за срок от 18 месеца – от май 1949 г. до ноември 1950 г. За кратко излиза на свобода, след което отново е въдворен. Освободен е през август 1953 г.
След това работи като строител, хамалин и преводач.
След края на комунистическия режим издава няколко книги, сред които мемоарните „Автопортретът ми като журналист и дипломат“ и „Белене. Сказание за концлагерна България“.
Умира през октомври 2002 г.